# Baniwa-Curripaco-Wakuenai

Découverte éducative, dans une école Baniwa au bord du Rio Içana, en forêt amazonienne.

Les Baniwa-Curripaco-Wakuenai sont un groupe ethnique amérindien du Nord de l'Amérique du Sud, vivant aujourd'hui essentiellement éclaté dans trois pays : Venezuela, Colombie et Brésil. Leur histoire, notamment étudiée par deux ethnologues (Hill et Wright), présente la particularité d'avoir été marquée par deux périodes de forts mouvements millénaristes et messianiques (au moins depuis la seconde moitié du XIXe siècle, induite par les missionnaires évangéliques, et facilitée par la cosmogonie et le chamanisme Wakuenai.

## Localisation

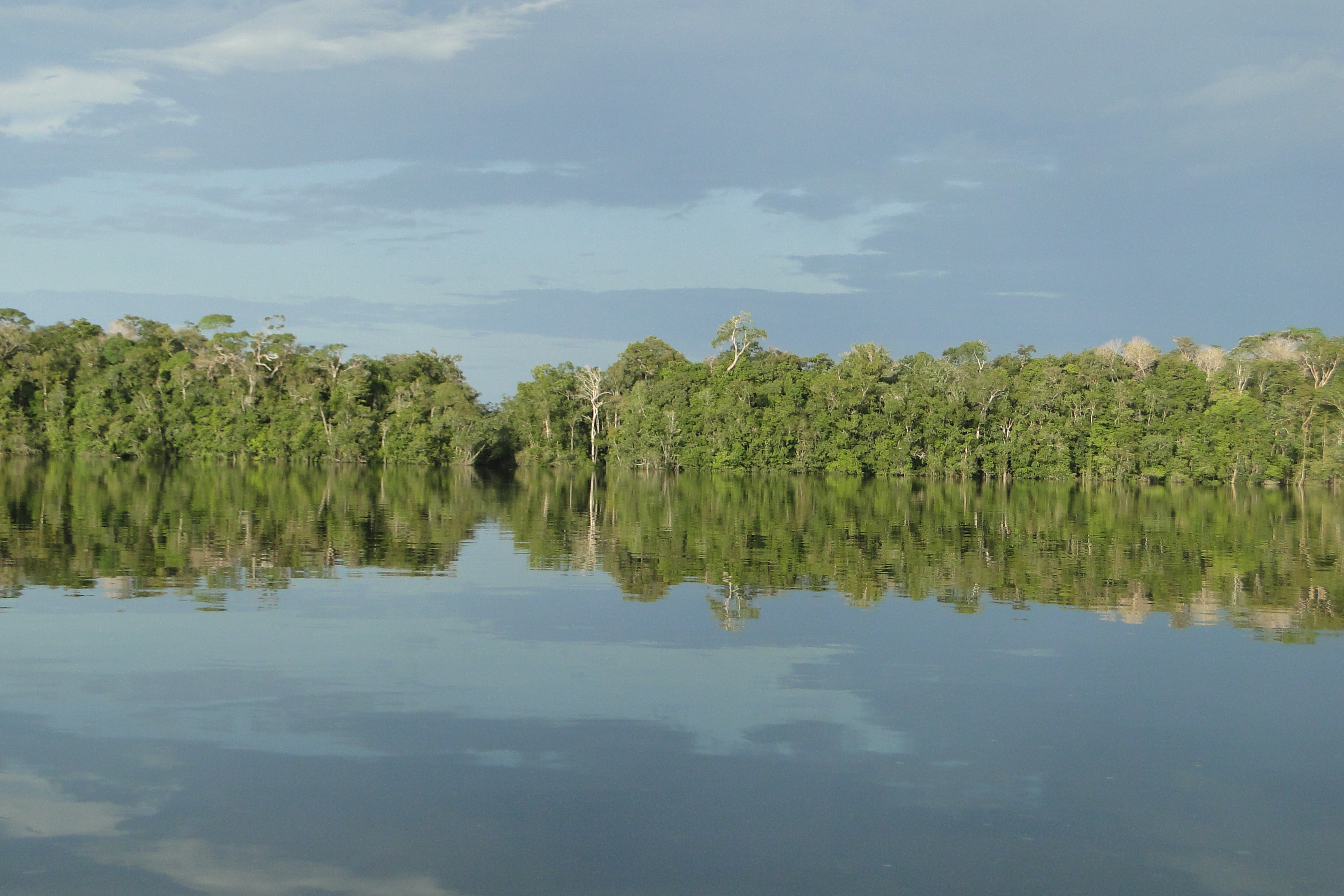
Rive du Rio Içana, l'un des territoires des Wakuenai, marqué par une forte variation du niveau de l'eau entre saison sèche et saison pluvieuse. Quand l'eau monte les poissons se dispersent dans la forêt inondée et deviennent très difficiles à pêcher.

À l'époque aborigène et jusqu'à nos jours, les Wakuenai (ou Wakuénai) sont présents dans le nord-ouest de l'Amazonie (entre environ 0° et 3° N et 66°50′ et 69°50′ W) près de la triple frontière du Brésil (Estado de Amazonas), du Venezuela (Territorio Amazonas fédérales) et la Colombie (Comissarías del Guainía/Vaupés).
Ils sont répartis le long de l'Içana et de ses affluents, le long du haut Negro-Guarnía et de ses affluents, et le long des fleuves inférieurs Xié et Uaupés, Inírida, Casiquiare et moyen-Orénoque.
En 1986, le gouvernement colombien a créé cinq réserves pour les Wakuenai (et d'autres peuples autochtones) à la frontière.[réf. nécessaire]
Le Vénézuéla, via son Institut national agraire, a accordé à dix des trente communautés Wakuenai des titres de propriété collective.[réf. nécessaire]
En 1989, le Brésil a aussi créé pour les Wakuenai cinq réserves distinctes, plus précisément : quatre « colonies indigènes », et une « zone indigène ».[réf. nécessaire]

## Sémantique
- Baniwa est un mot de la Língua geral amazônica (« langue générale » ou « nheengatu »), une ancienne langue imposée par les missionnaires jésuites qui fut un temps parlée dans presque tout le nord-ouest de l'Amazonie. Depuis l'époque coloniale le mot Baniwa désigne les locuteurs arawak du Rio Içana et de ses affluents dans le nord-ouest de l'Amazonie ; ce mot est utilisé à tort car Baniwa désigne en réalité un groupe distinct d'amérindiens Arawakiens du Nord vivant au Venezuela, qui ne se marient pas avec les Wakuenai et dont la langue n'est pas mutuellement intelligible avec les Wakuenai[2] ;
- Curripaco fait au Brésil référence à l'un des cinq groupes dialectaux, incluant les Baniwa du Brésil, des rivières Içana et du río Guainía supérieures du Brésil, du Venezuela et de la Colombie ; et en Colombie et au Venezuela ce nom désigne tous les groupes Wakuenai, à tort car en réalité Curripaco désigne un dialecte de Wdku de la phratrie Adzaneni de la rivière Guainia ; ce n'est donc pas un mot ethnologiquement juste pour désigner tous les Wakuenai. ;
- Wakuenai est un mot qui signifie « gens de notre langue » ou « personnes avec qui nous parlons ». Cet ethnonyme désigne surtout les cinq groupes dialectaux de la haute Guainía du Venezuela : les peuples Dzawinai, Wariperidakena, Adzanhi, Kljmadamnainai et Hohodeni qui vivent dans les bassins fluviaux de Kana et Guainia.

Ces trois noms (Baniwa, Curripaco et Wakuenai) traduisent le fait que le territoire wakuenai a été artificiellement coupé en trois ; ils peuvent être utilisés ensemble ou séparément sur le territoire des Wakuenai qui quant à eux s'auto-désignent souvent par des noms phratriques (noms de tribus ou clans tels que « Hohodene », « Enfants-perdrix » ; « Oalipere Dakenai », « Descendants des Pléiades » ; « Dzauinai », « Peuple-Jaguar »). Ces phratries sont les unités sociales les plus importantes. Elles organisent la gestion des ressources naturelles du territoires. Quand un groupe manque de poisson, de gibier ou d'un produit cultivé, des « accords coopératifs de partage des ressources » ont lieu entre phratries.[réf. nécessaire]

## Population
Aucune donnée démographique ancienne n'est disponible.
En 1985, la population Wakuenai brésilienne et du Venezuela était estimée à 5 373 personnes réparties en 133 communautés ; la Colombie en compte moins (400 personnes environ).
Un grand nombre, inconnu, vivent à Manaus ou Puerto Ayacucho, aux environs ou ailleurs hors de la forêt.

## Langues
Les Wakuenai parlent cinq dialectes qui leur sont propres et qui sont mutuellement intelligibles. Ces 5 dialectes (originellement arawak), appartiennent tous à la famille des langues Maipure du Nord.
On suppose que chaque dialecte était parlé dans un territoire distinct, mais leurs locuteurs sont aujourd'hui en grande partie géographiquement mélangés. Et en outre certaines communautés ont totalement perdu leur langue, au profit de la Língua Geral.[réf. nécessaire]

## Ressources
Ce sont principalement 
- la pêche : elle est pratiquée au moyen de nasses, filets, hameçons, arcs et flèches, lances, et poison barbasco, en expéditions collectives, surtout les mois secs de l'été. L'orpaillage illégal est source d'une pollution diffuse par le mercure, qui est méthylé et biomagnifié dans la chaine alimentaire et retrouvé dans les poissons carnivores ;
- l'agriculture sur brûlis : on cultive jusqu'à cinquante variétés de manioc dans certaines communautés ;
- une chasse, saisonnière, utilisant encore la sarbacane et l'arc dans certaines zones, mais généralement remplacé par le fusil de chasse, dont les cartouches au plomb sont une source de saturnisme< ;
- une cueillette de produits forestiers non ligneux.

Les temps de pêche et d'agriculture sont décidés en lien avec des indices observés dans la nature et un calendriers mythologique, en lien avec des rituels traditionnels.
Les contacts avec les blancs ont conduit les Wakuenai à récolter la fibre de piaçaba, le latex de l'hévéa, le chicle, la sorva (Couma utilis), la noix du Brésil et plus récemment l'or en se déplaçant saisonnièrement en tant que main d'œuvre.
Les Wakuenai répondent aussi à une demande croissante d'œuvres d'art et d'artisanat (ornements en plumes, paniers, râpes à manioc, hamacs) et de manioc mis sur le marché par les marchands, missions et le gouvernement. Ces activités empiètent fortement sur les activités de traditionnelles (pêche, culture, chasse, cueillette…) amplifiant la déculturation induite par l'évangélisation protestante qui a notamment remplacé les rituels d'échange traditionnels par des fêtes chrétiennes.

Des aides gouvernementales ou de coopératives ont permis à certains groupes de redevenir plus autonomes, en cultivant à nouveau le manioc.

## Vie sociale

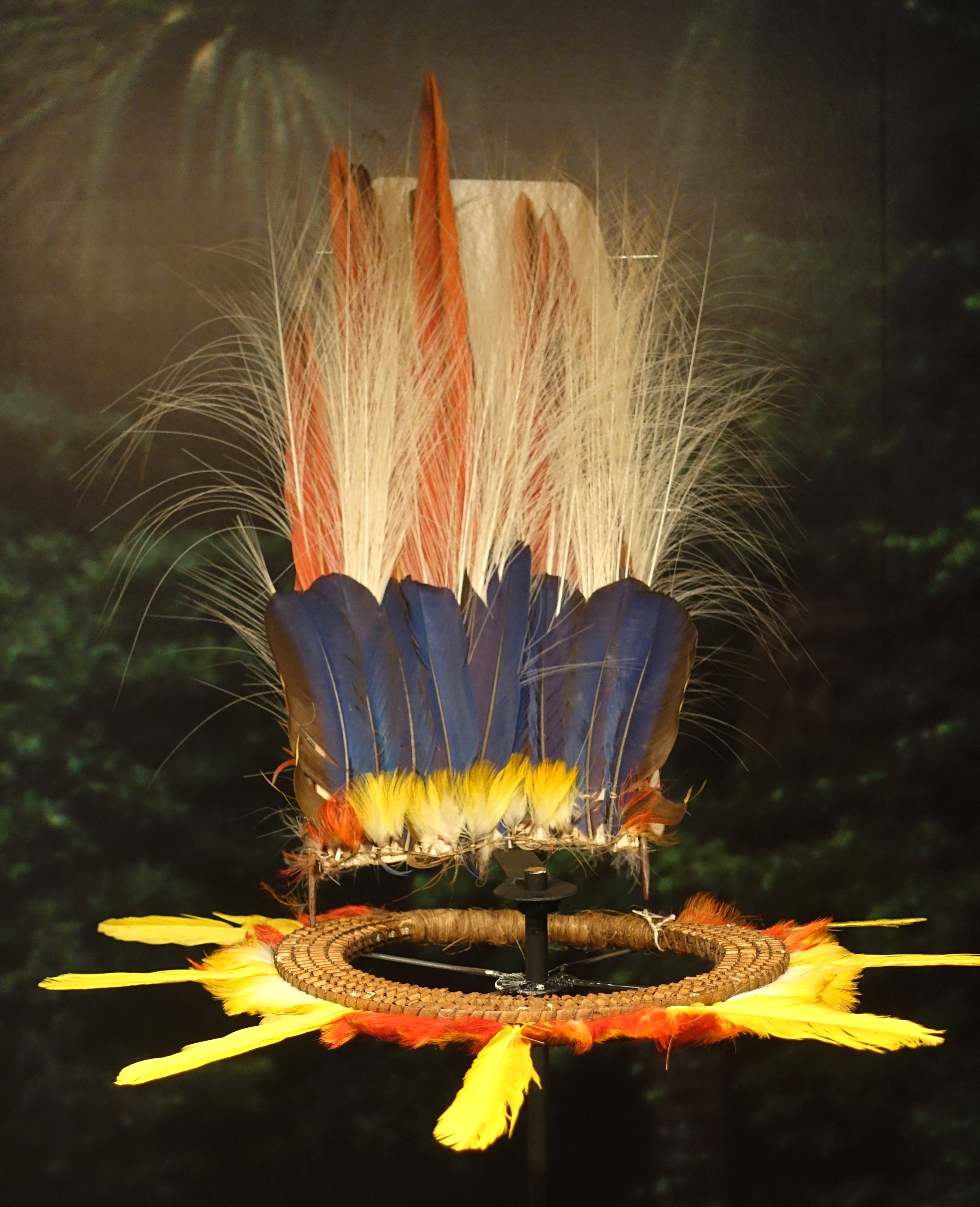
Coiffe traditionnelle (Musée ethnographique de Stockholm).

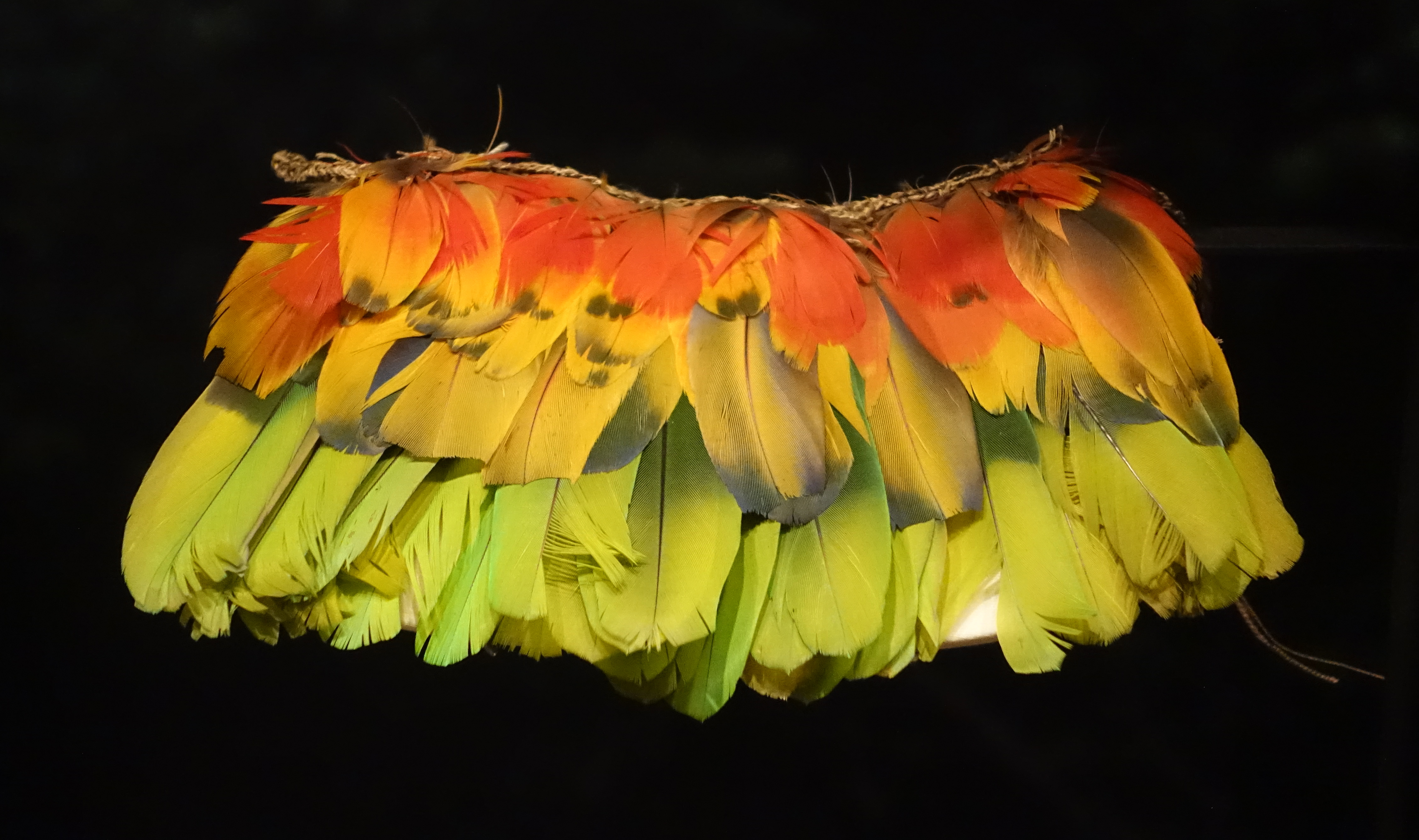
Ornement traditionnel Wakuenai, fait de plumes.

Les règles traditionnelles qui régissaient le chant cérémoniel ou rituel, la musique (ex : des flûtes caractéristiques en forme de poissons étaient utilisées par les Wakuenai pour la fête du Surubi, surubi étant le nom d'un poisson), la narration des mythes, l'ornementation et la peinture corporels, l'éducation des enfants, le mariage et la vie de couple, les cérémonies rituelles, l'initiation des adolescents, etc ont souvent été proscrites par les missionnaires, et la fragmentation du territoire par les frontières crées par les arrivants européens ont fortement perturbé les relations entre clans de groupe ethnique dispersés de part et d'autre des frontières. Ce contexte a souvent conduit à l'abandon des traditions et à des mariages interethniques avec d'autres groupes (souvent amérindiens) dans chacun des trois pays concernés.
Les chamans sont des personnages clés, ils sont hiérarchisés selon leurs connaissances et capacités (des « voyants », les plus puissants aux chamans inférieurs, en passant par les chaman prophétiques, parfois messianiques. Il existe aussi des « propriétaires de sorts » (également plus ou moins puissants) qui exécutent et soufflent des sorts de guérison, chantent lors des cérémonies de rites de passage. Certains sont chef de danse rituelle. Grâce à la poudre sacrée (parika, hallucinogène) ils ont accès et peuvent donner accès au monde antique de Yaperikuli et de Kuwai et des esprits de la cosmogonie wakuenai.
La famille nucléaires est un autre pivot de la vie du groupe (parfois en incluant des parents âgés), même dans les maisons communes d'autrefois chaque famille disposait d'un endroit lui étant propre. Aujourd'hui les villages sont faits de maisons et souvent par des familles élargies patrilocales de plusieurs générations.
Traditionnellement la vie sociale était régie par les positions de parents ou d'alliés, par le mariage et les relations politiques et rituelles, par le rang (basé sur l'âge relatif), l'échange et la réciprocité, par le système de croyances, et enfin par le rôle attribué aux ancêtres. Les rôles masculins/féminins qui existent, mais sans distinction rigide entre sexes, hormis pour le chamanisme et la fabrication d'objets rituels, plutôt pratiqué par des hommes. Sinon Pêche et agriculture, chasse et cueillette occupent tant les hommes que les femmes : les parcelles sont défrichées et plantées par les hommes et femmes, mais les femmes récoltent, replantent et transforment le manioc et d'autres plantes.
Hommes et femmes pêchent à la ligne et à l'hameçon, partent en expédition de pêche collective, mais les hommes utilisent une palette de techniques plus étendue, et les femmes s'occupent plus souvent des prises. Les hommes chassent et cueillent, construisent et entretiennent les maisons, les pirogues, produisent les armes, tissent des paniers et des râpes à manioc.
Les femmes transforment les aliments en plats, fabriquent l'adobe des maisons, la céramique et la pose de pierres dans des râpes à manioc.
Il n'y a pas de propriété individuelle sauf pour la maison (généralement abandonnée après la mort de son propriétaire) et les biens fabriqués pour soi. Les enfants étaient sevrés vers 3 ans. Leur initiation se faisait à l'âge de 8 à 10 ans pour les garçons, et pour les filles à leur première menstruation. Les jeunes adolescents y apprenaient la mythologie, les rituels et les lois des ancêtres (« générosité, évitement de la violence et de la vengeance »), et comment se comporter en adulte. Les initiés pratiquaient le jeûne rituel et l'abstinence sexuelle pour apprendre à contrôler leurs impulsions et leur destin.[réf. nécessaire]
Après la mort d'un membre de la communauté, les rites funéraires incluent traditionnellement une inhumation secondaire. La mort, comme la maladie sont le fait d'actes de sorcellerie, d'esprits malveillants ou de manquements à des restrictions rituelles. L'âme est double, constituée d'une partie 'collective' en forme d'animal (s'intégrant à la mort aux maisons ancestrales des clans d'âmes animales) alors que l'autre partie a une forme de corps humain : après la mort « elle traverse enfer sombre d'ombres, est purifiée. par le feu, puis voyage vers le paradis céleste du Créateur, où il retrouve son âme ancestrale collective. On pense qu'un processus similaire de polarisation des âmes se produit avec les espèces animales et d'oiseaux ».[réf. nécessaire]
Selon Jonathan D. Hill (ethnologue à l'Université de Georgie, qui a beaucoup étudié cette ethnie), au sein de chaque phratrie, cette société se structure à la fois sur un principe d'égalité entre tous et sur un principe de hiérarchie rituelle, qui lui permet notamment de s'adapter à un cycle saisonnier d'abondance variable des ressources alimentaires dans une région où les sols sont très acides et très pauvres et où le poisson abondant en saison sèche devient rare en saison humide (de mars-avril à juillet-août).
La gouvernance y repose sur le consensus du groupe et l'assentiment mutuel des anciens et des dirigeants du village. Le chef est choisi par consensus pour représenter le groupe dans les affaires internes, et devant les étrangers ; il organise le travail communautaire, préside les cérémonies et les réunions, fait la répartition de la production communautaire et appliquent les règles communautaires, faute de quoi les anciens le remplacent, par consensus. Le conseil des anciens veille au respect des règles communautaires, et les soins prodigués par les chamans ou l'ostracisme contribuent au contrôle social. « En cas de crimes graves, les chamans d'autres tribus sont recherchés pour être punis. La sorcellerie continue d'être une force importante malgré l'intervention des missionnaires ». L'arrivée du consumérisme matérialiste et de l'individualisme et le développement d'inégalités de richesses dans le groupe est une source de conflits, qui souvent ont conduit à des ostracismes et des migrations familiales voire communautaires, et à des accusations de sorcellerie.[réf. nécessaire]
Les conflits inter-ethniques ou avec d'autres groupes existaient, notamment pour défendre les ressources du territoire (un groupe Wakuénai peut traverser le territoire d'un autre groupe Wakuénai, mais sans l'exploiter, sauf s'il en a l'autorisation du groupe qui y est installé) ; la tradition orale fait état de chefs de guerre et de raids (qui dans la plupart des groupes ont cessé vers la fin du XIXe siècle).[réf. nécessaire]

## Artisanat
Depuis les années 1970, les femmes font plus de tissage et vannerie. Les activités extractives faites pour l'extérieur sont essentiellement faites par des hommes.[réf. nécessaire]
Autrefois, l'artisanat comprenait traditionnellement la poterie, le tissage et la fabrication de râpes à manioc, de sarbacanes et de fléchettes empoisonnées...). Les râpes à manioc et le tissage persistent, mais les autres activités ont décliné au profit de biens de consommations industriels.[réf. nécessaire]

## Histoire
Des indices archéo-linguistiques et culturels (corpus mythologique) laissent penser qu'il y a environ 3500 ans des locuteurs Maipure du Nord occupaient déjà le haut rio Negro et la haute vallée de l'Orénoque, cohabitant avec divers peuples de la forêt et les nomades Maku. Toute le bassin supérieur du rio Negro semble avoir depuis longtemps été relié à d'autres territoires, via un vaste réseau de sentiers terrestres et de cours d'eau mis en place par des peuples Arawak et non-Arawak pour les échanges sociaux et commerciaux. Des spécialisations, par exemple dans la production de râpes à manioc et de quartz (collecté sur l'Içana) ont été des biens d'échanges avant et après le contact avec les Blancs. Le commerce avec ces derniers était très limité au XVIIIe siècle puis s'est fortement développé au XIXe siècle.
La tradition orale des Wakuenai évoque un passé de guerre et d'alliance avec les autres peuples locaux (Arawak et Tukanoan).[réf. nécessaire]
L'arrivée des colons européens au milieu du XVIe siècle a trouvé là une grande diversité de groupes ethnolinguistiques de langue maipure du Nord.[réf. nécessaire]
Les documents du XVIIIe siècle montrent qu'au nord et au nord-ouest du Waukuenai se trouvaient les Piapoco, les Guaypunaves, les Warekena, les Baniwa et les Puinave ; au nord-est et à l'est se trouvaient Bare, Warekena et Yavitero ; au sud-est se trouvaient Bare, Maipure et Manao ; au sud et au sud-ouest se trouvaient les Tariana, d'autres peuples de langue arawak et tukano ; et à l'ouest se trouvaient des Tukanoans et probablement des peuples de langue caribane.[réf. nécessaire]
À partir du XVIIIe siècle, la traite négrière portugaise et espagnole remonte le haut rio Negro/Orénoque, encourageant les guerres intertribales amérindiennes, et via les maladies un fort dépeuplement, qui cependant semble avoir épargné les Wakuenai plus que d'autres (peut être parce qu'ils ont intégré les renégats des guerres d'esclaves entre tribus).[réf. nécessaire]
L'esclavage indien est aboli en 1755. Des Wakuenai viennent alors s'installer dans les villages coloniaux du rio Negro, s'intégrant dans la population caboclo (métisse).[réf. nécessaire]
À la fin du XVIIIe siècle, fuyant la pauvreté, l'insécurité et les maladies, beaucoup retournent dans leur pays d'origine en y réorganisant plus ou moins leur société.[réf. nécessaire]
Au début du XIXe siècle, ce sont les marchands (brésiliens, vénézuéliens) qui viennent commercer directement chez les Wakuenai, et qui avec l'appui de l'armée frontalière, exploitent la main-d'œuvre indienne, avec de fréquents abus, abus devenant extrêmes dans les années 1850.[réf. nécessaire]
Des mouvements de résistance s'organisent chez les Indiens, dont autour d'approches millénaristes en 1857-1858 lancées par Venâncio Kamiko (le plus connu des prophètes Wakuenai pour la seconde moitié du XIXe siècle, qui a créé une nouvelle religion souvent dénommée « Chant de la Croix » (Canto da Cruz), et qui est resté influent durant une quarantaine d'années dans plusieurs tribus de la région).[réf. nécessaire]
Les années 1870, le haut rio Negro est atteint par la fièvre du caoutchouc qui pousse les colons à utiliser à bon compte la main-d'œuvre Wakuenai, avec au début du XXe siècle à nouveau des abus de la part des militaires de la frontière qui plongent les communautés, par ailleurs décimées par des maladies épidémiques, dans la terreur.[réf. nécessaire]
Dans les années 1940 les missions évangéliques protestantes envoyées par la North American New Tribes Mission, ressuscite le millénarisme chez les Wakuenai. Puis l'arrivée ultérieure de missions catholiques sur l'Içana divisera les allégeances religieuses.[réf. nécessaire]

L'arrivée d'un nombre croissant d'orpailleurs et de sociétés minières, ainsi que les efforts militaires de contrôle des frontières ont ensuite divisé les groupes Wakuenai, tout en faisant naitre de nouvelles formes d'organisation de défense de leurs terres, de leurs ressources et de leur culture, avec notamment l'émergence de José Gregorio Diaz Mirabal, membre du peuple Wakuenai Kurripaco (né au Venezuela), élu pour deux ans coordonnateur du Congrès des organisations autochtones du bassin amazonien (COICA, basée à Quito en Équateur, congrès qui représentait (en 2012) 511 communautés de peuples autochtones amazoniens, dont 66 tribus isolées (volontairement pour certaines), vivant dans neuf pays amazoniens, soit 3 à 4 millions de personnes selon les sources,. Mirabal est devenu à la fin des années 2010 l'un des porte-parole amérindiens les plus écoutés, invité par exemple par l'UICN, l'ONU ou le Vatican.

## Cosmogonie des Wakuenai
Pour les Wakuenai, le cosmos se compose d'environ dix niveaux de ciel, de terre et de milieu souterrain, chacun habité par une catégorie d'esprits, et le monde actuel résulte d'une série de transformations cataclysmiques, faites par des divinités, qui sont notamment :
- Inapirrikuli (ou Yaperikuli)[1], un dieu-filou, un être transformateur, créateur et puissant Shaman, apparu dans le monde primordial mythique qui était peuplé d'animaux féroces qui mangeaient la plupart des humains. Inapirrikuli vit encore dans le plus haut des 10 niveau du cosmos. Né de l'os d'un homme démembré et dévoré par des jaguars et d'autres animaux anthropophages des temps primordiaux. Il a créé l'alternance jour/nuit, la terre et sa fertilité, le tabac sacré ainsi que le feu de cuisine. C'est lui qui a donné une identité à toutes choses, au fur et à mesure qu'elles sortaient d'un trou dans le sol[1] ;
- Kuwai (aussi dénommé Wamundana, un mot composé de wamu (le paresseux noir) et ndana (ombre, intérieur obscur, invisible), le fils que Inapirrikuli a eu avec sa première femme (Amaru). Kuwai est selon les chamans « poilu du corps entier », comme le paresseux noir. Il a la propriété d'être à la fois humain, animal et esprit, et l'ensemble des choses matérielles forment son corps ; c'est lui qui a offert la connaissance sacrée (transmise lors des rituels d'initiation) à l'humanité ; ses bourdonnement et ses chants ont produit toutes les espèces d'animaux et créé la forme actuelle du monde[1] ; Selon Wright, « son corps tout entier produit de la musique à travers laquelle l'univers se révèle pendant les rites d'initiation. Mais Kuwai laisse aussi dans le monde la maladie fatale et le malheur »[1]. Il est finalement tué et brulé par son père dans un feu qui consumera le monde, mais la vie renaitra des cendres de Kuwai[1]. il est le « patron des chamans » et propriétaire de la terre et initié la culture des jardins ;
- l'Anaconda, Seigneur des Eaux ;
- un grand nombre d'esprits inférieurs de l'eau, de la terre et de l'air ; tantôt ils aident les hommes, tantôt ils leur nuisent.
- les Tonnerres (eenunai) ; ils sont, dans le monde primordial, les tribus qui habitent les arbres, et les maîtres du poison, mais dans notre monde, ils sont devenus les animaux arboricoles (paresseux, singes…). Dans les mythes, leur chef, ennemi de Yaperikuli, prend diverses formes et noms[1].

Ces croyances ont été repoussées ou utilisées par les missionnaires, aboutissant notamment à deux reprises au millénarisme et à une déculturation.